# Montjovet
Montjovet – miejscowość i gmina we Włoszech, w regionie Dolina Aosty.
Według danych na styczeń 2009 gminę zamieszkiwało 1860 osób przy gęstości zaludnienia 99,3 os./1 km².